# Elvira Ramírez
Elvira Ramírez née vers 935 et morte après 986, princesse de León, est régente du royaume jusqu'à la majorité de son neveu, Ramire III de León.

## Jeunesse
Elvira Ramírez naît vers 935, fille du roi Ramire II de León et de sa seconde femme Urraca Sánchez de Pampelune. Son père la fait entrer dans les ordres avant même ses onze ans et construit le monastère de San Salvador de León. 
Sous le règne de son demi-frère Ordoño III de León, elle signe d'importants documents, notamment dans un conflit foncier, suggérant que San Salvador est peut-être devenu une sorte de chancellerie. 

## Régence
À la mort de son frère Sanche Ier de León, en 962, elle devient régente du royaume pour son neveu Ramire III, alors âgé de cinq ans. La noblesse léonaise la nomme en tant que régente, la préférant à la mère du roi, née à l'étranger, et rassurée par son statut de religieuse peu susceptible d'acquérir un amant ou un mari.
En 968-69, les Vikings attaquent León et Elvira organise la défense du royaume. 
Les campagnes dévastatrices des deux dernières décennies la contraignent — tout comme ses voisins — à payer un tribut au califat de Cordoue. Elle envoie régulièrement des émissaires à Cordoue auprès du calife Al-Hakam II pour l'assurer du maintien du traité de paix signé avec Ordoño III. Mais en 974, elle provoque une crise, apparemment intentionnellement, lorsque ses ambassadeurs disent au calife quelque chose de si offensant qu'ils sont expulsés et le traducteur puni. García Ier de Castille prend alors Deza aux musulmans, et l'année suivante, en 975, une force chrétienne réunissant García Ier, Sanche II de Navarre, le comte Fernando Ansúrez (l'oncle maternel du roi Ramire) et le clan Beni Gómez attaque Gormaz. Elvira mène ses troupes en renfort. Mais l'attaque est repoussée, les chrétiens perdent la bataille et le siège est levé.
Cette défaite militaire provoque le retrait d'Elvira de la cour. La régence est alors confiée à la mère du roi, Teresa. 

## Fin de vie
Durant les rébellions du règne de Bermude II de León, Elvire travaille sur des documents en collaboration avec plusieurs familles rebelles, suggérant peut-être qu'elle nourrissait l'espoir de ramener un héritier de son neveu, Ramire III, sur le trône à la place des Bermudes. 
Dans son dernier document connu, daté de 986, elle accorde des terres que le roi a déjà cédées, suggérant qu'elle ne reconnaît pas son autorité. Les rebelles encouragent apparemment une attaque par Almanzor, espérant probablement le même résultat que lorsque Sanche Ier avait été réintégré par les armées musulmanes. Cependant, quand Almanzor prend León et force Bermude II à fuir en Galice, il n'installe pas de nouveau roi léonais à sa place.